# Acrodontis fumosa
Acrodontis fumosa är en fjärilsart som beskrevs av Louis Beethoven Prout 1930. Acrodontis fumosa ingår i släktet Acrodontis och familjen mätare. Inga underarter finns listade i Catalogue of Life.